# Cour Dejean
La cour Dejean est une ancienne verrerie, construite en 1846 à Lodelinsart (Charleroi). Transformée en logements sociaux fin des années 1990, elle est actuellement le seul témoin encore existant de l'industrie verrière de la première moitié du XIXe siècle de la région de Charleroi.

## Histoire
Située le long de le chaussée de Bruxelles, à la limite de Dampremy, la cour Dejean est une ancienne verrerie, construite en 1846 par le maître verrier Gustave Andris-Hocquemiller au lieu-dit « Le Caveau ». Elle comprenait un four à huit creusets et deux étenderies conçus pour produire annuellement cent mille bouteilles et environ 360 000 m2 de verre à vitres.
De 1862 à 1881 la verrerie sera exploitée par la veuve du fondateur qui se remarie avec Philippe Hindel. Achetée en 1882 par Auguste Delière, elle sera convertie en logement dès 1889,. 
Le bâtiment central, logement du maître de verrerie et les ateliers de transformations ont quasiment gardé leur aspect d'origine. Les bâtiments de stockage jouxtant l'industrie subiront davantage de transformations, les dernières dans les années 1920-1930 concernent les logements à front de chaussée. Les logements se vidèrent et l'ensemble devint un taudis. L'ancien halle de triage de bouteilles et l'arrière de l'habitation du maître de verrerie seront rasés.
La transformation en logements sociaux fin des années 1990, permis la sauvegarde de ce patrimoine industriel. C'est le seul témoin encore existant de l'industrie verrière de la première moitié du XIXe siècle de la région de Charleroi.

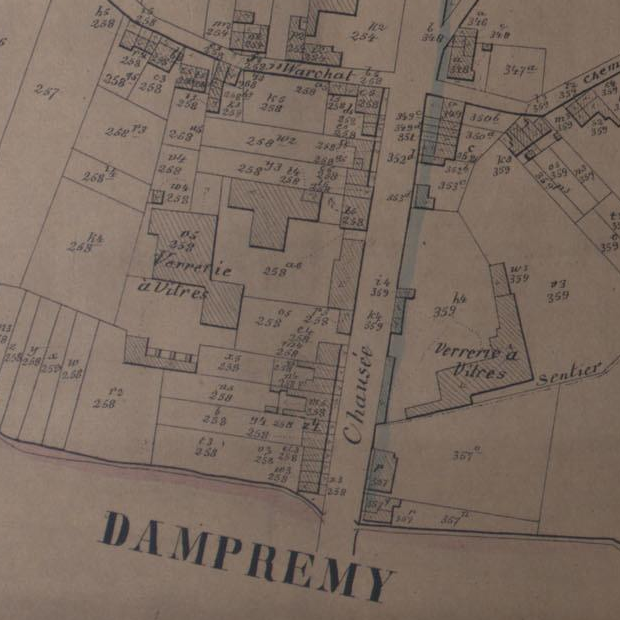
Localisation de la verrerie, actuellement cour Dejean, vers 1865. Plan Popp.
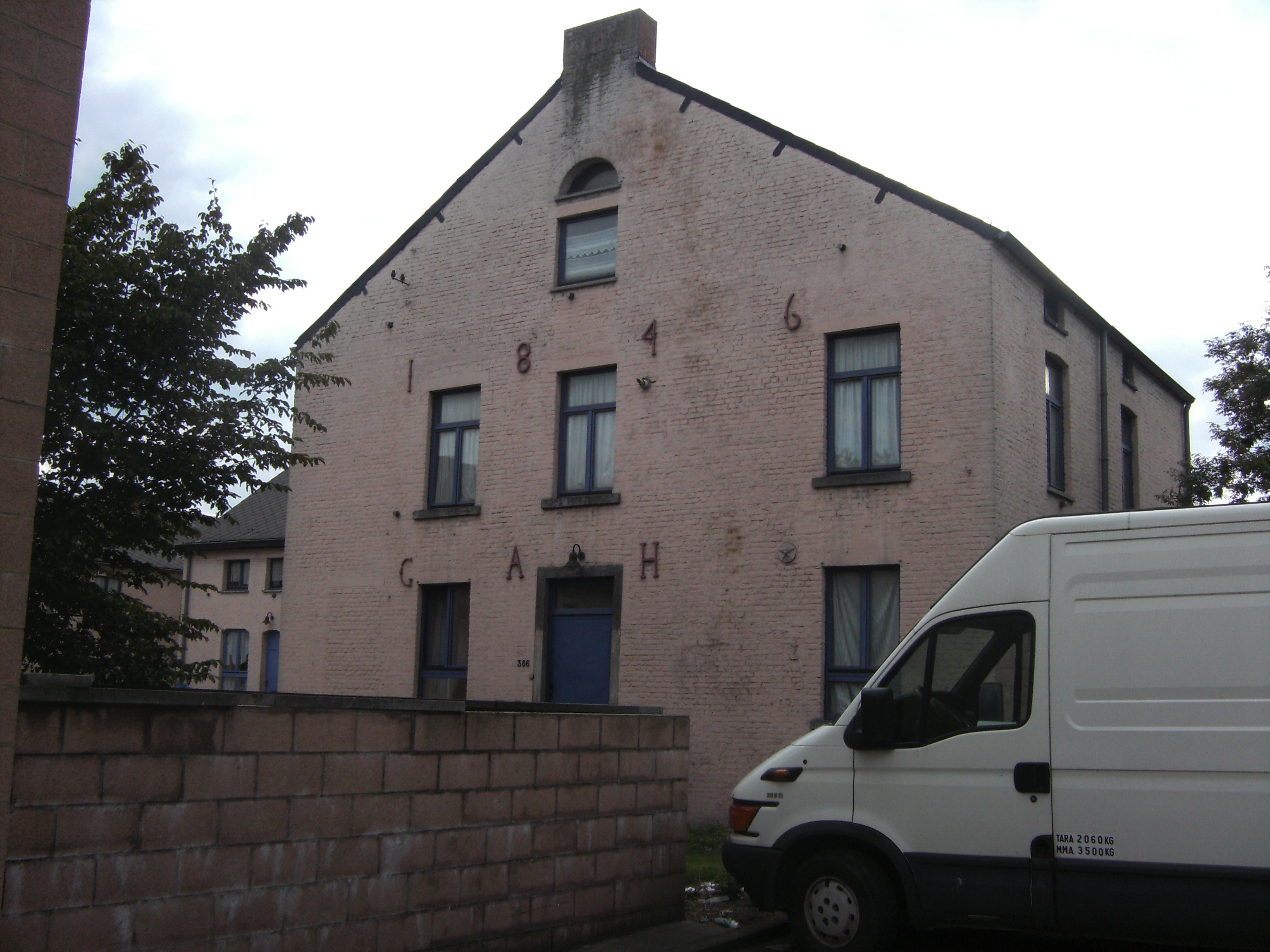
Bâtiment avec les ancres marquant la date 1846 et les initiales du constructeur.
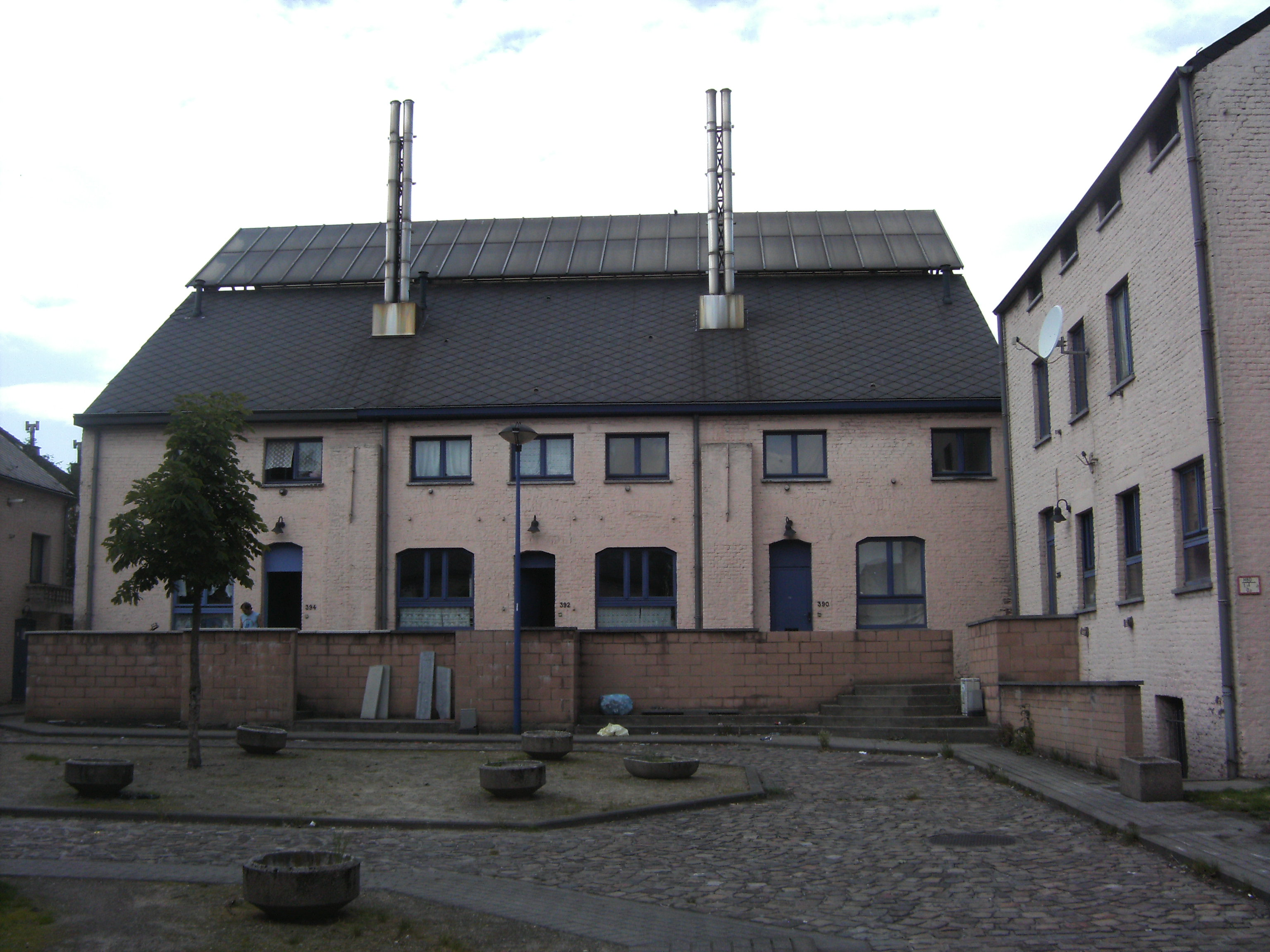
Bâtiment de l'ancienne verrerie.
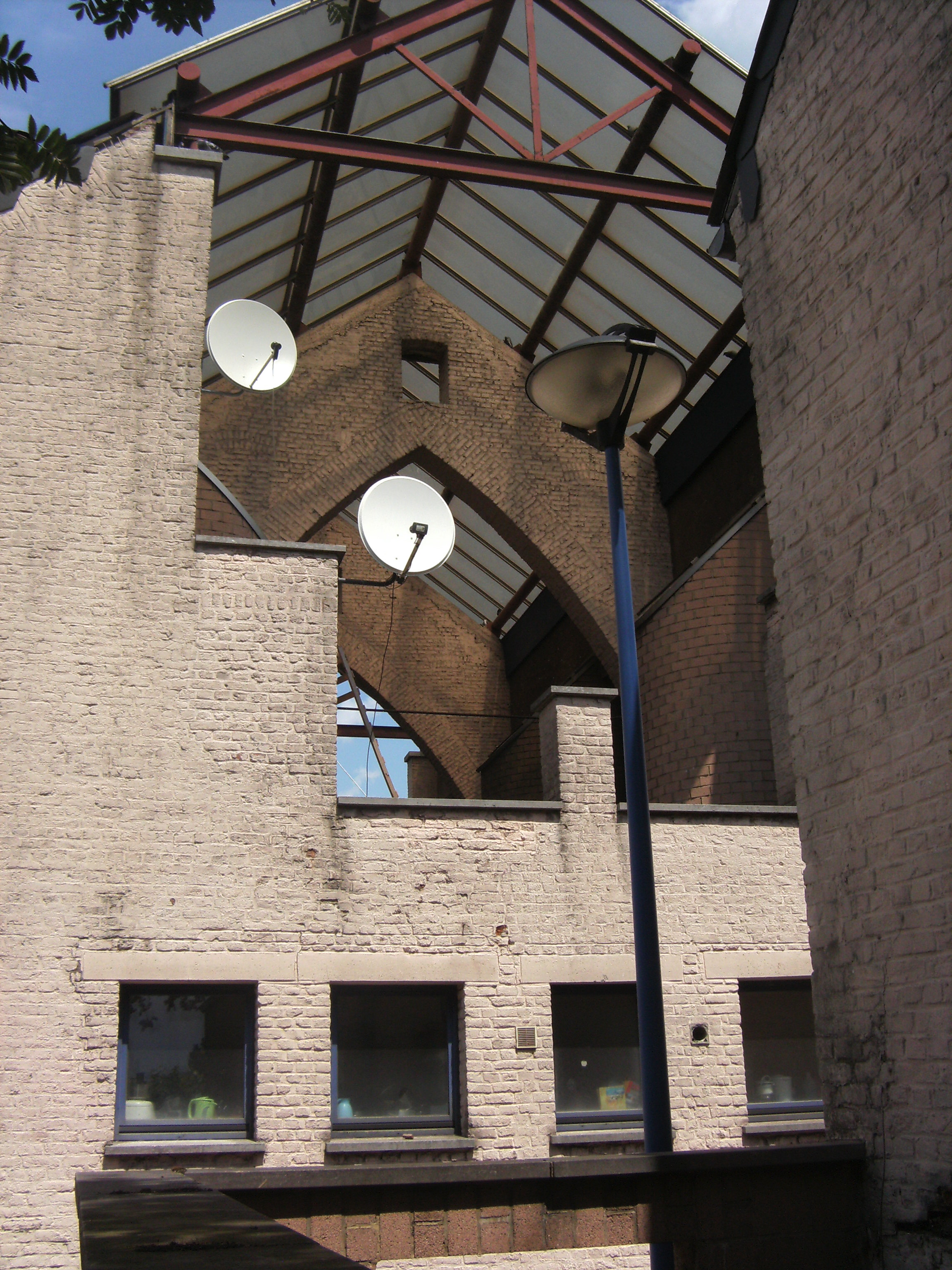
Vue vers l'intérieur de l'ancienne verrerie avec les ogives en briques.